# Nil de Oliveira
Nil de Oliveira (né le 3 septembre 1986 à Rio de Janeiro) est un athlète suédois, spécialiste du sprint.

## Biographie
Ses meilleurs temps sont :
- sur 100 m, 10 s 26 à Skara le 6 juin 2013,
- sur 200 m, 20 s 53 à Sollentuna le 27 juin 2013
- sur 400 m, 46 s 76 à Malmö le 2 août 2008.

### Palmarès
| Date | Compétition                    | Lieu     | Résultat | Épreuve   | Performance   |
| ---- | ------------------------------ | -------- | -------- | --------- | ------------- |
| 2012 | Championnats d'Europe          | Helsinki | 5e       | 200 m     | 21 s 11       |
| 2013 | Championnats d'Europe en salle | Göteborg | 5e       | 4 × 400 m | 3 min 07 s 98 |

### Records
| Épreuve    | Épreuve      | Performance | Lieu       | Date            |
| ---------- | ------------ | ----------- | ---------- | --------------- |
| 100 mètres | 100 mètres   | 10 s 26     | Skara      | 6 juin 2013     |
| 200 mètres | En plein air | 20 s 53     | Sollentuna | 27 juin 2013    |
| 200 mètres | En salle     | 21 s 14     | Norrköping | 17 février 2013 |